# 芝加哥1号堆
芝加哥1号堆（英語：Chicago Pile-1）是人類歷史上第一個核子反應爐，由恩里科·費米、利奥·西拉德等人在美国芝加哥大學建立，于1942年12月2日产生可控的铀裂变链式反应，最初輸出功率為0.5瓦特，人类从此进入原子能时代。
芝加哥1号堆是美国曼哈顿计划的一部分，其成功运转为1945年7月16日美国的第一颗原子弹的成功爆炸（Trinity Test）奠基。

## 历史背景
第二次世界大战期間，芝加哥1号堆的研究项目属于美國曼哈頓計畫的一部分，由阿瑟·康普顿所领导的芝加哥大学冶金实验室负责，恩里科·費米为项目的实际领导。反应堆的具体位置位于芝加哥大学体育场Stagg Field的下方。
1942年12月2日，芝加哥1号堆内部成功产生可控的铀核裂变链式反应、开启了人类的原子能时代。恩里科·費米、阿瑟·康普顿、利奥·西拉德、尤金·维格纳等等共49位科学家在现场见证了这一时刻。芝加哥1号堆的成功运转为1945年7月16日美国第一颗原子弹的成功爆炸奠基。 

## 技术参数

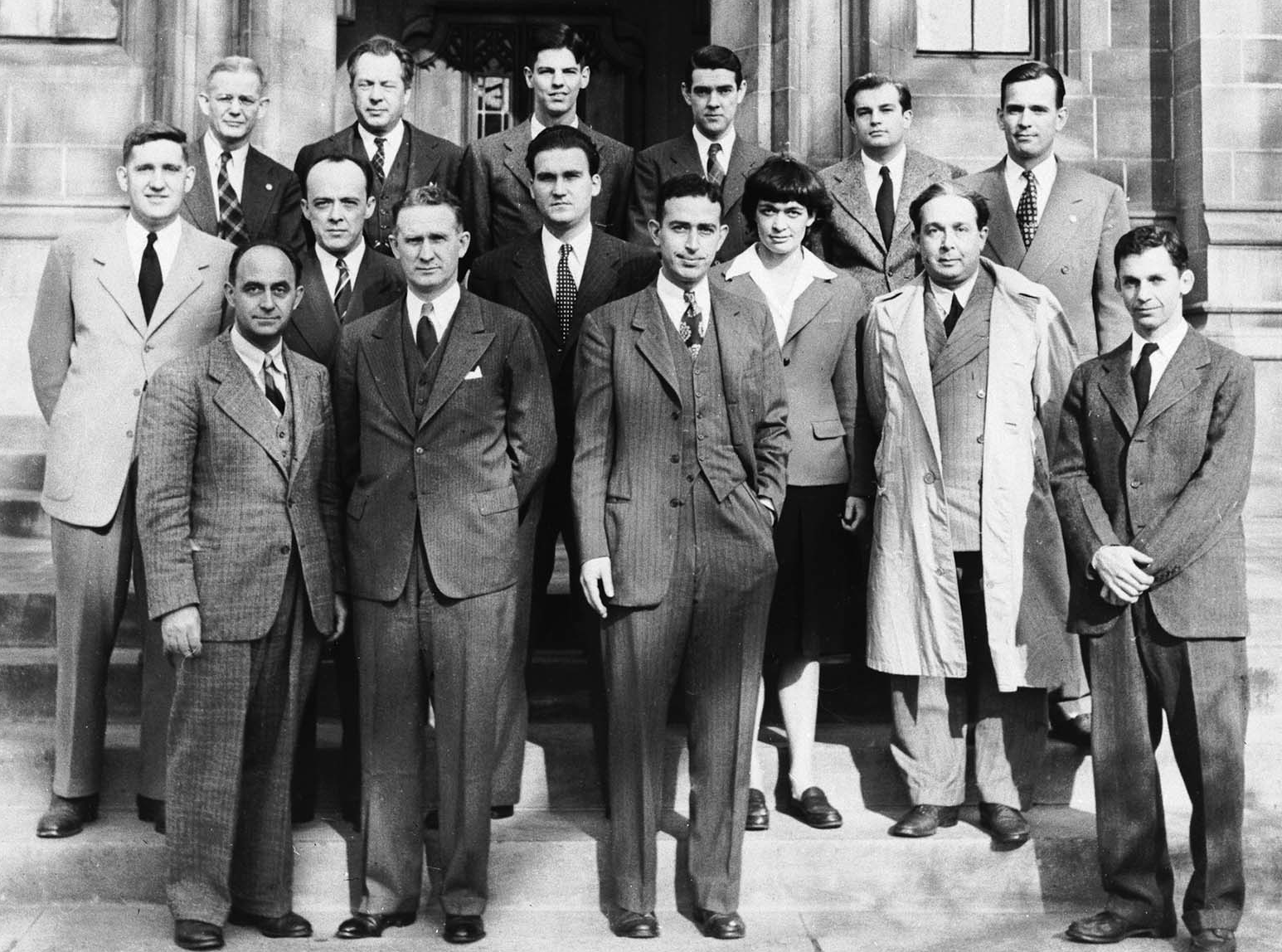
芝加哥1号堆研究组（1946年四周年纪念）

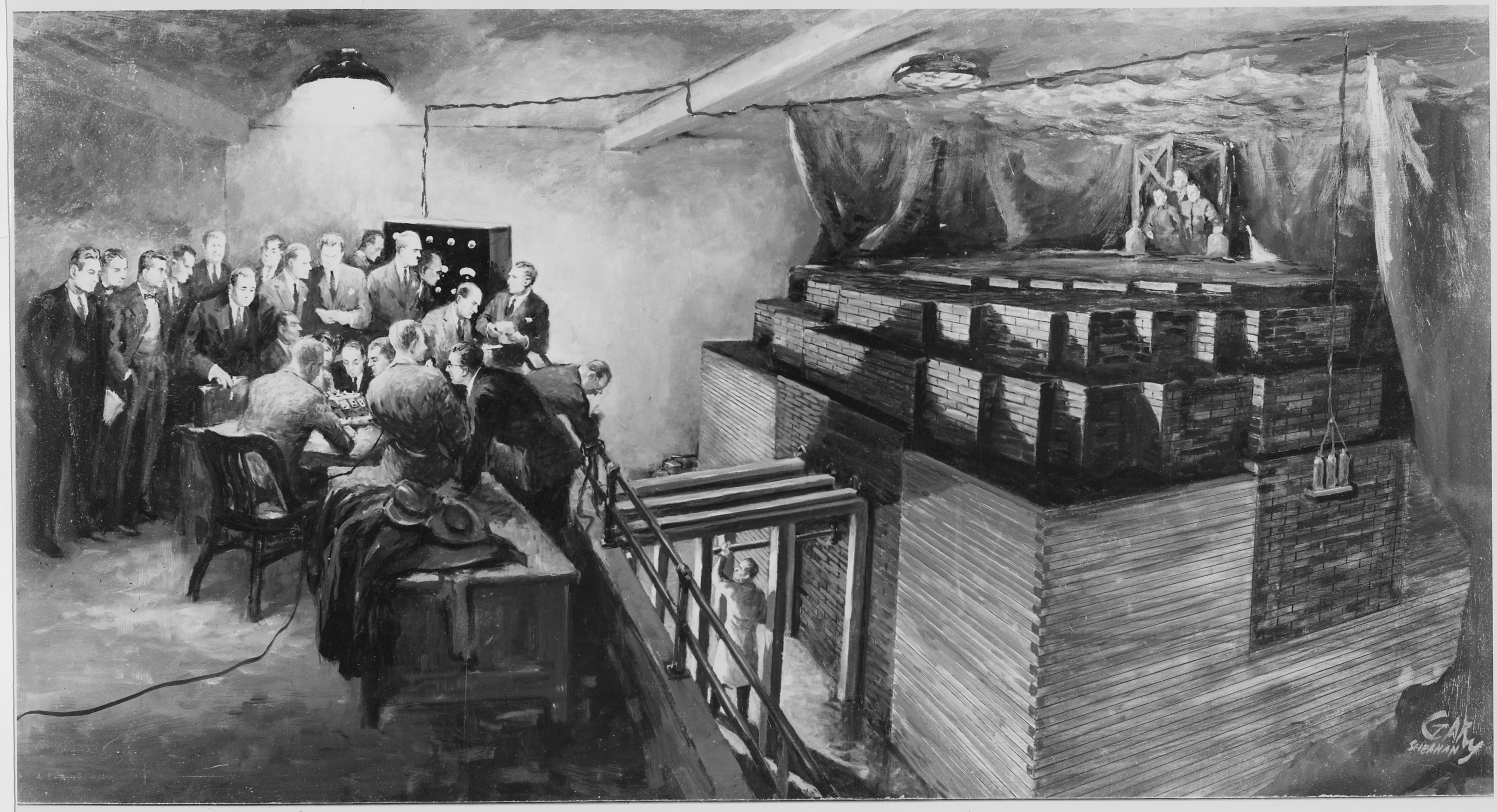
第一次临界的情景（1942年12月2日）

芝加哥1号堆最初的输出功率为0.5瓦特，它由4万多个石墨砖块包围着1万9千片铀核燃料构成。费米将芝加哥1号堆的设备描述为“粗制的一堆黑色砖块和木料（a crude pile of black bricks and wooden timbers）”。它是由大量石墨和铀、镉、铟和银的“控制棒”，并且不像大多数随后的核反应堆，它没有辐射屏蔽或冷却系统。
芝加哥1号堆于1943年停止运行，并被拆卸运输到芝加哥红门森林（Red Gate Woods），在那里被重新组装并安装了防辐射系统，成为了“芝加哥2号堆”（Chicago Pile-2, CP-2），而芝加哥2号堆所在的位置就是后来著名的美国第一个国家实验室阿贡国家实验室所在地。
尽管秘密存在了十年，但西拉德和费米共同为该设计申请了专利，最初的申请日为1944年12月19日，名稱是「中子反应堆 no. 2,708,656」（neutronic reactor no. 2,708,656）。

## 后世纪念
1967年，英国著名雕塑家亨利·摩尔设计制作的芝加哥1号堆纪念碑“核能（Nuclear Energy）”在芝加哥大学校园内建成，这个地点现在是一个美国国家历史名胜和芝加哥地标。